# Акуции
Акуциите (на латински: gens Acutia) са плебейската фамилия в Древен Рим:
Известни с името Акуций:
- Марк Акуций, народен трибун през 401 пр.н.е. Съ-автор на lex Trebonia [1], [2]
- Акуция, съпруга на Публий Вителий, чичо на император Авъл Вителй (69 г.). [3]
- Квинт Акуций Нерва, суфектконсул през 100 г.[4][5]